# Aetanthus macranthus
Aetanthus macranthus là một loài thực vật có hoa trong họ Loranthaceae. Loài này được (Hook.) Kuijt mô tả khoa học đầu tiên năm 1986.